# Ґлоскув (Пясечинський повіт)
Ґлоскув (пол. Głosków) — село в Польщі, у гміні Пясечно Пясечинського повіту Мазовецького воєводства.
Населення — 1428 осіб (2011).

## Демографія
Демографічна структура станом на 31 березня 2011 року:
|          | Загалом | Допрацездатний вік | Працездатний вік | Постпрацездатний вік |
| -------- | ------- | ------------------ | ---------------- | -------------------- |
| Чоловіки | 700     | 160                | 464              | 76                   |
| Жінки    | 728     | 150                | 436              | 142                  |
| Разом    | 1428    | 310                | 900              | 218                  |